# 조선민주주의인민공화국의 맥주
조선민주주의인민공화국(이하 북한)에는 최소 10개의 주요 양조장과 다양한 맥주 제품을 공급하는 많은 소규모 양조장이 있다. 북한 내 1위 브랜드는 국영 대동강 양조사의 라이트 라거 대동강이다.
북한의 상품 유통 및 전력 생산 문제는 북한 양조업자들에게 많은 혁신을 강요했다. 유통을 최소화하기 위해 많은 레스토랑과 호텔들이 자체적인 양조장을 유지하고 있다. 불안정한 전력 공급으로 맥주를 냉장 보관하기가 어려워지자 북한 주민들은 자체 개발한 스팀 맥주, 즉 상온보다 높은 온도에서 양조되는 본래의 미국식 맥주 스타일의 맥주를 널리 보급하고 있다.
한국에서는 소주가 선호되지만 맥주는 국내 주류 소비량에 있어 2위를 차지하고 있다. 1980년대 이래로 일반 북한 주민들도 맥주를 마실 수 있게 되었으나 여전히 배급을 통해서만 공급되고 있다. 반면 관광객들은 그런 제약 없이 저렴한 맥주를 즐길 수 있다.

## 역사
일본인들은 1930년대 식민지 통치 당시 독일식 라거 맥주의 형태로 맥주를 식민지인 한국에 들여왔다. 제 2차 세계대전과 독립 이후, 적어도 1960년까지 조선민주주의인민공화국의 모든 맥주는 국내에서 생산되었다. 1980년대까지 북한에서 맥주는 대부분의 북한 주민들이 마실 수 있을 정도로 널리 보급되었다. 국가 배급제가 무너지기 시작한 1990년대 중반까지 북한 주민들은 북한의 주요 명절마다 한국산 소주 1병과 맥주 3병을 국가로부터 배급받았다. 북한 맥주는 모두 북한산 유리병에 담겨있다. 고난의 행군에는 제대로 된 병원 장비가 부족하여 맥주병을 정맥 주사 요법 (IV)으로 사용하기도 했다.
이전에도 양조장이 있었지만, 북한의 지도자인 김정일 국방위원장이 북한 내에 쇼케이스 양조장을 짓고 싶어하여 2000년에 본격적으로 양조를 시작했다. 국영 대동강 양조장은 영국 어셔스 오브 트로브리지(Ushers of Trowbridge)의 오래된 양조장을 사 들여 북한에 수입했다. 2002년 4월 수도 평양에 대동강 맥주공장이 문을 열었다. 곧이어 낙원파라다이스 양조장과 양각도 호텔 양조장이 뒤를 이었다.
2016년 8월 12일, 대동강 양조장에서는 북한 최초의 맥주 축제가 열렸다. 이 축제는 2017년에 가뭄으로 인해 취소되었다.
최근 경제난이 닥치기 전까지 평양 등 주요 도시에는 정부가 운영하는 국영 맥주집이 있었다. 오늘날 경제에 대한 정부의 통제가 느슨해지면서 더 보편화된 개인 식당에서 맥주를 일반적으로 구할 수 있다.

## 맥주 문화
북한은 문화적으로 매우 고립되어 있음에도 불구하고 활기찬 맥주 양조 문화를 가지고 있다.
맥주는 일반적으로 한국 소주를 선호하는 북한 사람들 사이에서 가장 인기 있는 알코올 음료가 아니다. 결과적으로 북한 맥주는 세계에 거의 알려지지 않았다. 그럼에도 불구하고 맥주와 소주는 북한에서 가장 흔하게 소비되는 술이다. 소비되는 모든 술(순수 알코올)의 94.9%는 주류이고 나머지 5.1%는 맥주이다. 평균적인 북한인은 연간 맥주 형태로 1리터 미만의 순수 알코올을 소비한다. 그럼에도 불구하고 북한 주민들은 "북한인들 또한 유럽인이나 북미인 못지않게 맥주를 사랑한다"라고 말한다. 북한 양조장을 둘러본 경험이 있는 아마추어 양조업자 조시 토마스(Josh Thomas)에 따르면:
"[T]he average Pyongyang man [drinks] beer fairly frequently — at least once a week. People in the countryside drink less often, and some never at all. Beer culture is still developing; it is mainly men going to a bar after work, drinking a couple of beers."

미래에는 특히 젊은이들 사이에서 맥주를 마시는 것 음주 문화가 유행할 것으로 예상된다. 북한 청년들은 1970년대에 맥주와 민속음악이 젊은이들의 트렌드였던 남한의 청년들을 모방하기 시작했다.

## 유효성

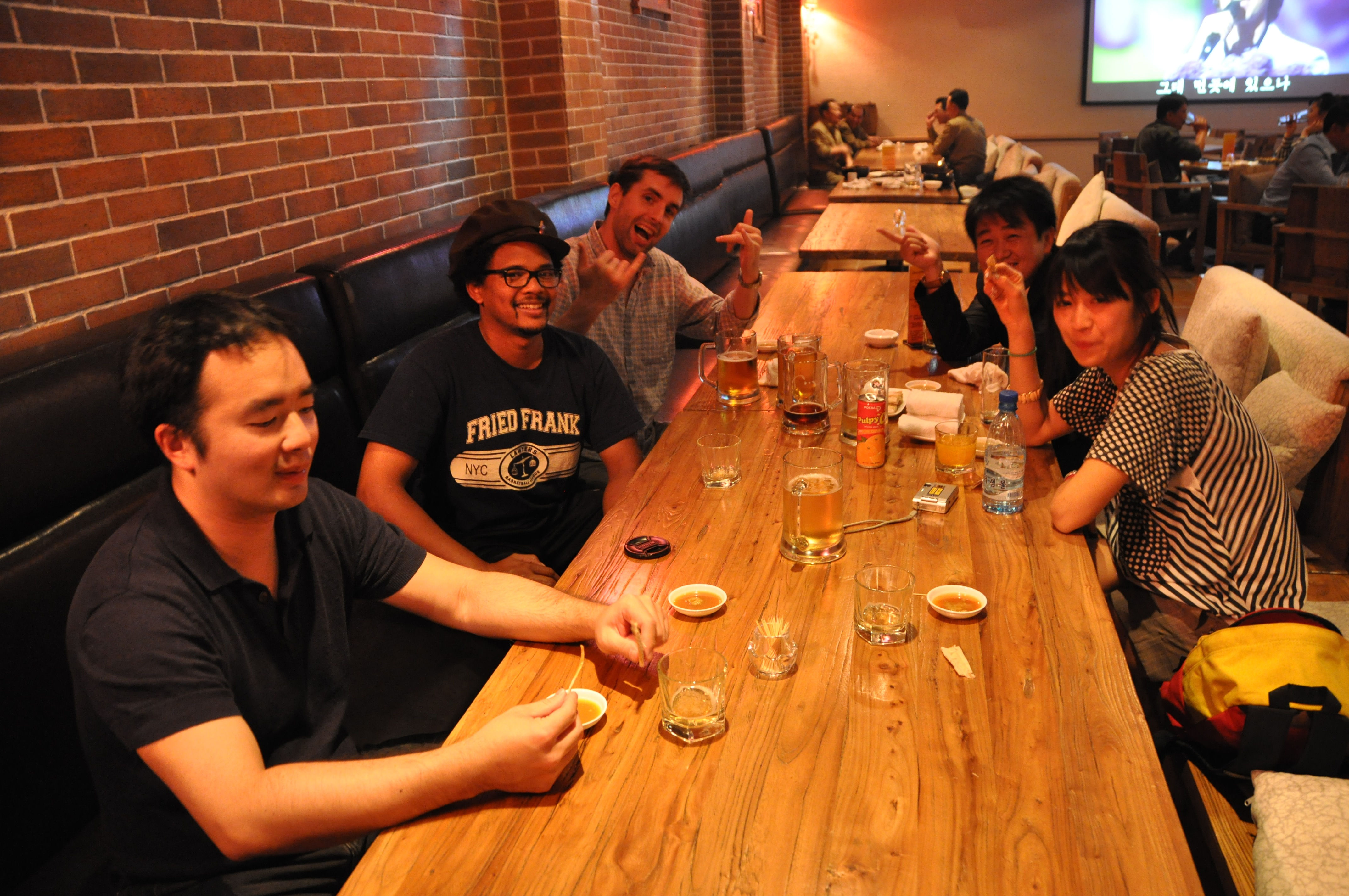
평양 대동강 3호 양조장을 찾은 관광객들. 맥주는 무제한으로 관광객에게 제공된다.

대량 생산된 맥주는 전국 어디에서나 볼 수 있다. 소규모 양조장도 일반적이다.
북한 사람들은 맥주를 살 때 음식 쿠폰을 사용해야 하는데, 쿠폰을 쓰면 대신 그들의 곡물 배급량은 줄어든다. 평양에 거주하는 북한 남성들은 저가 술집에서 매달 1~2리터의 맥주를 마실 수 있는 맥주 상품권을 받을 수 있다. 이러한 한계 때문에 맥주는 주로 엘리트들을 위한 음료라는 인식이 만들어졌다. 평양의 부자가 맥주집을 자주 찾는 것은 드문 일이 아니다. 조선중앙통신에 따르면 평양에는 300개의 맥주 탭이 새로 설치되었다.. 평양에는 맥주를 마실 수 있는 "수많은" 술집이 있다. 여름과 축제가 되면 평양 일대에 맥주 텐트가 즐비하곤 한다.
관광객들은 북한 주민들에게 적용되는 제한 없이 마음껏 외화로 맥주를 살 수 있다. 국제 호텔의 맥주는 약 2유로이다. 농산물 직거래 장터에서 맥주 한 병 가격은 북한 돈으로 약 53 원이다. 하이네켄, 타이거, 에딩거, 바바리안과 같은 외국 맥주는 점점 더 많이 판매되고 있다. 칭다오나 하얼빈과 같은 중국 맥주 한 캔의 가격은 4000원 정도이다. 가난한 시골 사람들은 자신의 주변에서 찾을 수 있는 모든 재료로 맥주를 양조한다. "옥수수 꽃과 홉을 발견하고 그것으로 이상한 유백색이 나는 술을 만들었다. 적어도 맥주처럼 탄산이 나오기는 했다"라고 한 탈북민은 기억한다고 한다.

## 브랜드

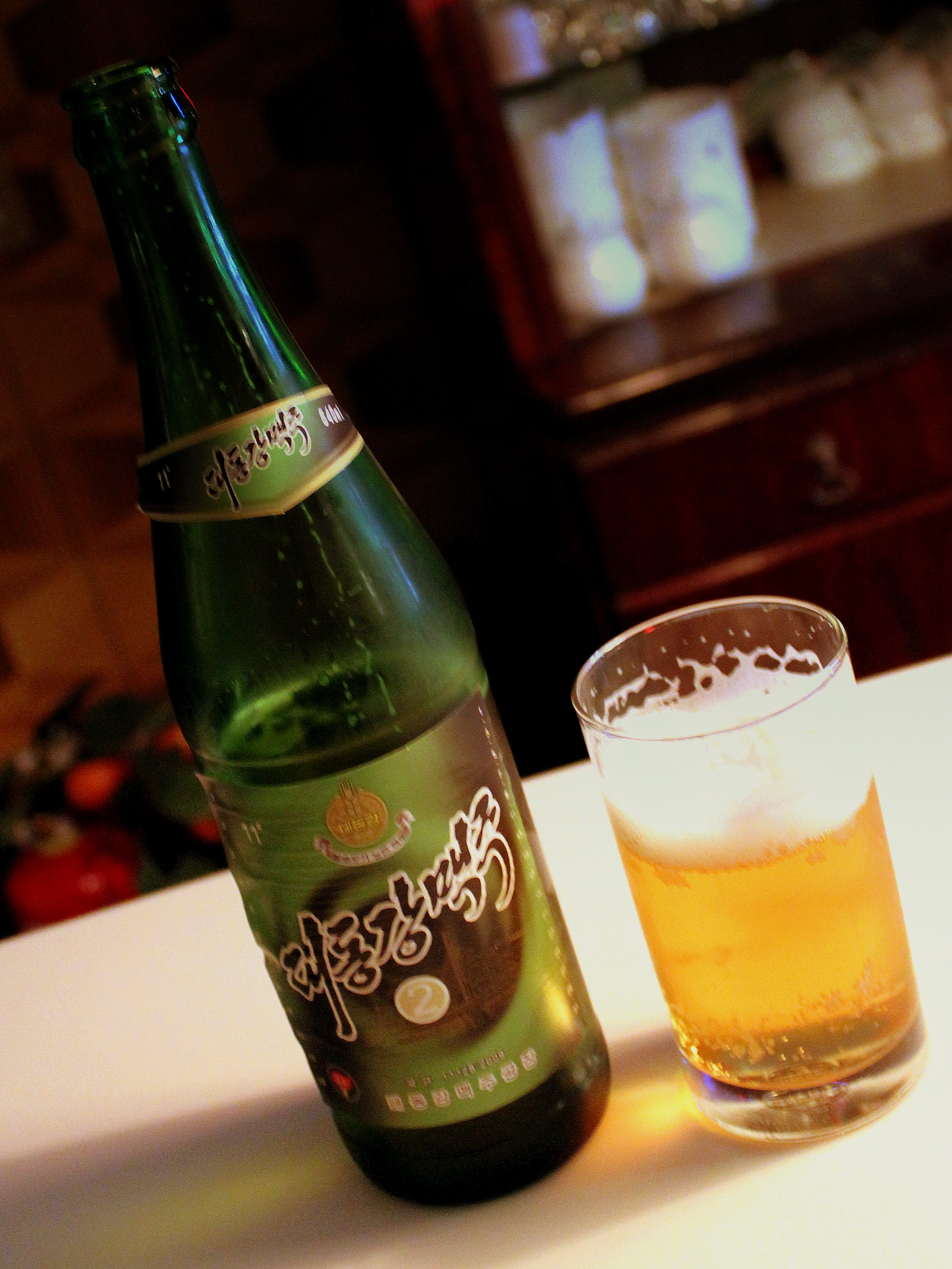
대동강은 북한 최고의 맥주 브랜드이다.

북한에는 적어도 10개의 양조장이 있어 한국보다 더 많은 양조장이 있다. 양조장으로는 파라다이스 소규모 양조장, 양각도국제호텔 마이크로 양조장, 국립대동강 양조장이 있다. 스팀 맥주, 오트밀 스타우트, 초콜릿 포터, 팔레르모 등 여러 종류의 맥주가 북한에서 양조되고 있다. 조시 토마스에 따르면, "똑같이 기근을 경험하는 국가에 비해 북한에는 놀라울 정도로 다양한 맥주가 있다."라고 한다.
황금빛 오렌지색인 라거 '대동강'이 1위 브랜드이다. 이는 한국 전체에서 최고 등급의 품질을 가진 맥주 중 하나로 여겨지며 심지어 아시아의 다른 모든 대중 시장 맥주보다 "상당히 우수"하다. 대동강은 2005년부터 평양이 가격을 인상한 2007년까지 한국에도 수출되었다. 다른 브랜드에는 룡성, 평양, 포학, 봉학, 락원, 삼각 등이 있다.

### 소규모 양조장

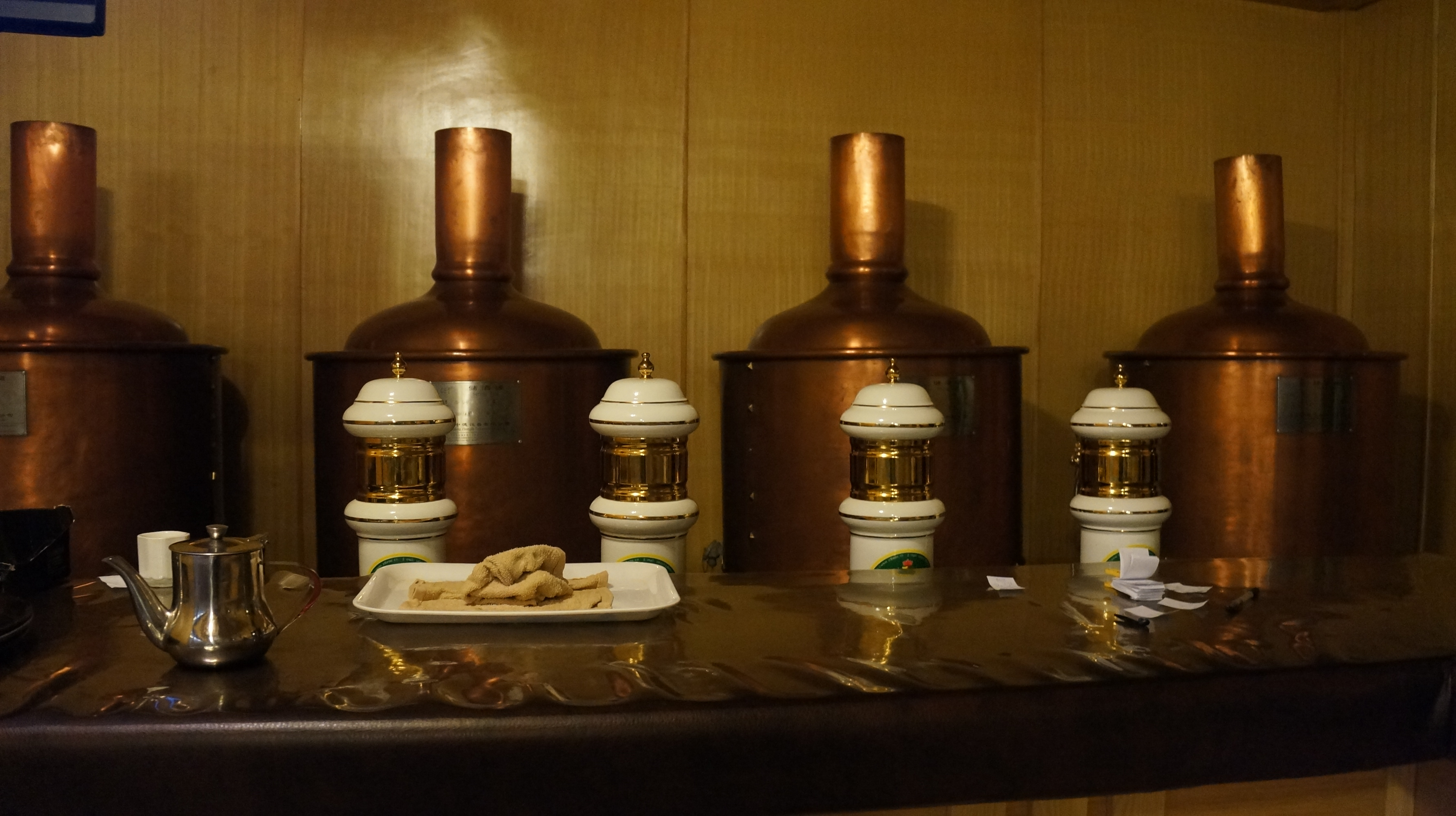
평양 낙원낙원 양조장은 북한의 수많은 양조장 중 하나이다.

북한에는 많은 소규모 양조장이 있다. "놀라운 소규모 양조장 문화"는 석유의 가용성을 제한하는 대북 제재와 관련하여 설명할 수 있으며, 따라서 맥주 유통은 제품 수명 주기에서 특히 어려운 부분이다.
"[I]t is a country of microbreweries. The hotel makes their own beer. The bowling alley makes their own beer. The restaurants make their own beer. The national Taedonggang beer was certainly available throughout the entire country, but any location with sufficient space for a microbrewery, they seemed to build one in order to offset any supply chain inefficiencies."

많은 바와 호텔들은 자체적으로 그들의 맥주를 양조한다. 예를 들어 고려호텔에는 "마을 최고의 흑맥주"를 만들어내는 양조장이 있다. 청진시에 위치한 청진 관광호텔에도 소규모 양조장이 있다. 체코산 장비를 갖춘 소규모 양조장이 라손 경제특구에 존재한다. 대동강 양조장만 대규모 양조장으로 분류될 수 있고 나머지는 사실상 소규모 양조장이다.

### 스팀 맥주
북한식 스팀 맥주가 있는데, 원래 미국식 스팀 맥주는 평소의 상온보다 높은 온도에서 양조하는 맥주이다. 북한의 스팀 맥주는 필요에 의해 생겨났는데, 잦은 정전으로 인해 양조를 하는 과정에서 일정한 온도의 저온을 유지하는 것이 불가능했다. 북한의 증기 맥주는 라거 효모로 양조되지만 냉장이 불안정하다는 같은 이유로 에일도 인기가 좋다. 북한의 스팀맥주는 '보통의 맥주는 스팀맥주'라고 할 정도로 흔하다. 아시아 맥주에 거의 필수로 사용되는 쌀은 북한에서 식용으로 남기며, 반대로 보리는 일반적으로 한국 요리에 사용되지 않기 때문에 양조에 사용되는 보리의 양은 맥아 100% 맥주를 만들 수 있을 정도로 충분하다. 결과적으로 맥주는 더 진하고, 더 풍부하고, 몰티하며, 이는 다른 아시아 맥주에 비해 장점으로 생각된다. 한 작가에 따르면 북한 주민들은 불가피한 여러 제약들 때문에 "세계 대부분의 다른 나라보다 더 흥미로운 맥주를 만들 수 밖에 없었다"라고 한다.

## 품질
북한 맥주는 사람들의 취향으로 인해 홉 함량이 낮다. 북한 양조장에는 신선한 물인 담수가 풍부하다. 북한은 산업이 저개발되어 수질오염 문제가 없다. 다른 재료는 수입된다.
일반적으로 북한 맥주는 비교적 좋다고 평가되며, 싱겁고 품질이 낮다는 평판을 가진 남한 맥주에 비해 가볍지 않은 경향이 있다. 영국 경제주간지 이코노미스트는 2012년 "양조는 북한이 남한을 이기는 유일한 유용한 활동"이라고 선언하면서 한국에 소란을 일으켰다. 이 기사와 북한 소규모 양조장의 성공은 소규모 양조를 허용하도록 주류법을 변경하는 등 남한 맥주 산업의 개혁을 촉발했다.

## 같이 보기
- 대한민국의 맥주
- 한국의 술 문화
- 한국 요리
- 소맥 (술)
- 조선민주주의인민공화국의 관광

## 참고 문헌
- Hokkanen, Jouni (2013). 《Pohjois-Korea: Siperiasta itään》 [North Korea: East of Siberia] (핀란드어). Helsinki: Johnny Kniga. ISBN 978-951-0-39946-0.
- Lankov, Andrei (2007). 《North of the DMZ: Essays on Daily Life in North Korea》. Jefferson: McFarland. ISBN 978-0-7864-5141-8.
- Tudor, Daniel; Pearson, James (2015). 《North Korea Confidential: Private Markets, Fashion Trends, Prison Camps, Dissenters and Defectors》. North Clarendon: Tuttle Publishing. ISBN 978-1-4629-1512-5.
- Willoughby, Robert (2014). 《North Korea: The Bradt Travel Guide》 Thi판. Chalfront: Bradt Travel Guides. ISBN 978-1-84162-476-1.
- Yonhap (2002). 《North Korea Handbook》. Seoul: M.E. Sharpe. ISBN 978-0-7656-3523-5.